# Fontanna Neptuna w Ołomuńcu

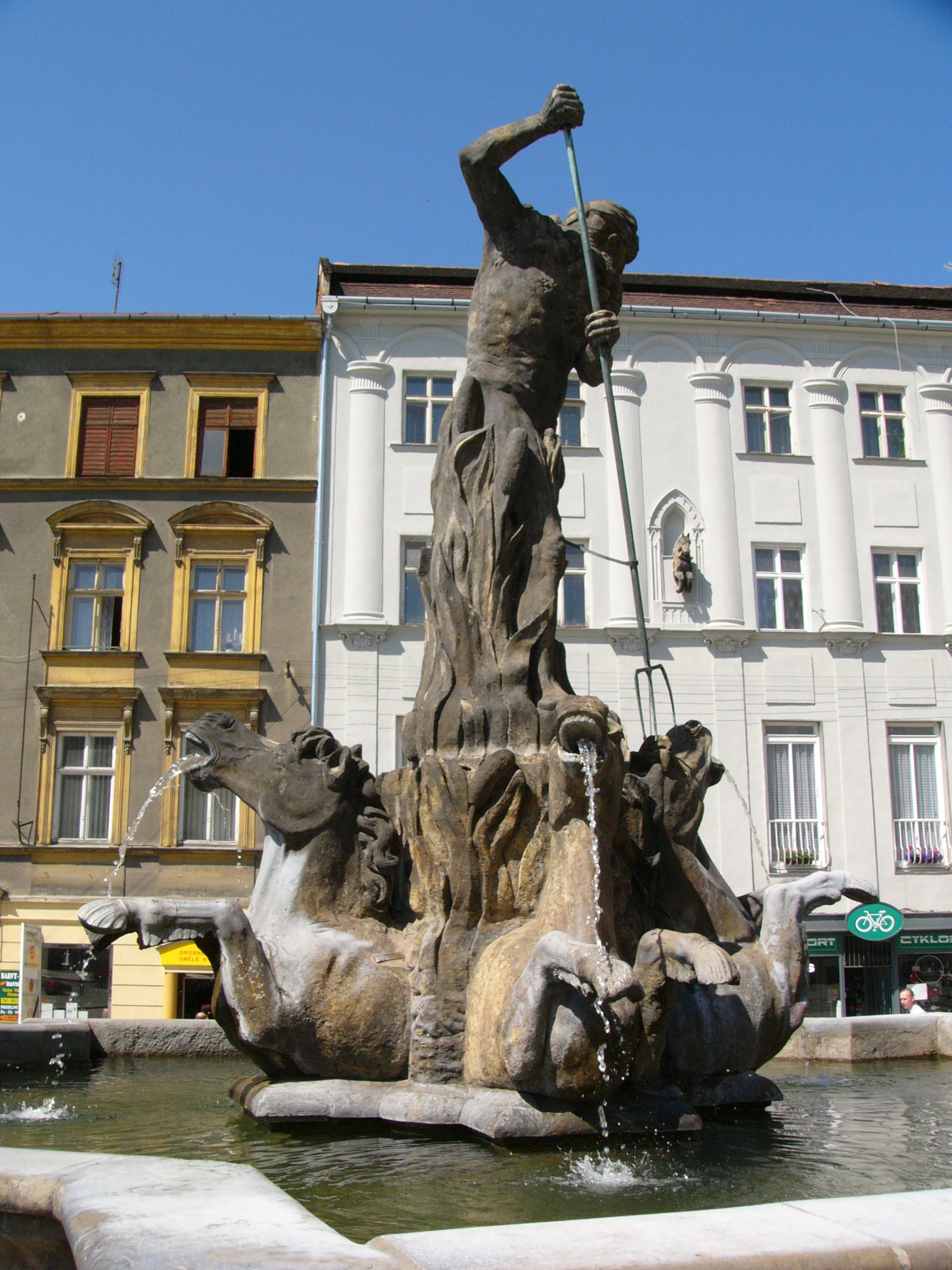
Fontanna Neptuna w Ołomuńcu

Fontanna Neptuna (czes. Neptunova kašna) – zabytkowa fontanna znajdująca się na Dolnym Rynku (czes. Dolní náměstí) w mieście Ołomuniec w Czechach. Najstarsza z zespołu siedmiu barokowych ołomunieckich fontann.
Powstała w 1683 r. Składa się z kamiennej podmurówki (liczącej ze względu na pochyłość terenu od 3 do 5 stopni), kamiennego basenu w kształcie wielokąta oraz wieńczącej go kompozycji rzeźbiarskiej. Wykonawcą basenu był mistrz kamieniarski Václav Schüller. Autorem rzeźb – artysta ze Znojma Michael Mandík.
Kompozycja rzeźbiarska przedstawia cztery „morskie” konie, wyłaniające się z wody w cztery strony świata, z których pysków tryskają strumienie wody. Ponad nimi stoi bóg Neptun. Trójzębem skierowanym w dół ujarzmia wodne żywioły, chroniąc przed nimi miasto. Na skale u stóp Neptuna artysta umieścił swoją sygnaturę: „MAN/DIK/FE“.